# Nicolaus Samuelis Cruquius
Niklaas Samuel Cruquius (latinisiert: Nicolaus Samuelis Cruquius oder Kruikius, eigentlich Nicolaas Kruik; * 2. Dezember 1678 in Vlieland, Friesland; † 5. Februar 1754 in Spaarndam, Nordholland) war ein niederländischer Wasserbauingenieur, Feldmesser und Kartograf. Wie viele seiner Zeitgenossen gab er sich einen lateinischen Namen. 
Cruquius ist berühmt für seine Temperaturmessungen, die noch heute bei historischen Wetteruntersuchungen benutzt werden. Die Niederlande waren eines der ersten Länder, in denen Wetteraufzeichnungen gemacht wurden, und so verfügt man über Messungen aus über 300 Jahren.

## Der Meteorologe Cruquius
Am 19. Dezember 1705 begann Cruquius dreimal täglich Temperatur, Luftdruck und Niederschlag zu messen. Dazu benutzte er einfache Instrumente, so eine Schüssel zur Niederschlagsmessung und ein Luftthermometer. Er ersann auch eine eigene Skaleneinteilung, da es noch keine universelle Thermometerskala gab. Ab 1727 experimentierte der in Amsterdam lebende Instrumentenbauer Daniel Gabriel Fahrenheit mit Quecksilberthermometern und führte die Fahrenheitskala ein. Cruquius hat daraufhin seine alten Messungen in Grad Fahrenheit umgerechnet. Die Aufzeichnungen existieren noch heute.
1717 ging Cruquius nach Leiden, um bei Herman Boerhaave Heilkunde zu studieren. Durch ihn wurde er Mitglied in der britischen Royal Society.
Er unterhielt enge Kontakte zu einer englischen meteorologischen Organisation, die vorschrieb, wie Messungen ausgeführt werden mussten. Daher weiß man, wie Cruquius gemessen hatte, und so konnte das Kgl.-Niederländische Meteorologische Institut (KNMI) seine Messungen von 1706 bis 1734 rekonstruieren. Ab 1734 wurden auch in anderen Orten der Niederlande Aufzeichnungen gemacht.
Cruquius notierte Luftdruck, Niederschlag und Luftfeuchtigkeit. Über sein Barometer ist wenig bekannt. Die Luftfeuchtigkeit ermittelte er mit Hilfe eines in Salmiak getränkten Schwamms und einer Waage. Die Windgeschwindigkeit leitete er aus den Umdrehungen einer Windmühle ab. 
Cruquius war vom Nutzen seiner Wetterbeobachtungen für den Schutz der Niederlande gegen die steigenden Gewalten von Sturm, See und Regen so überzeugt, dass er 1725 bei der damaligen Regierung, den Staten van Holland vorsprach und um eine finanzielle Unterstützung für seine Wetterbeobachtungen bat. Er sah bereits die Probleme des steigenden Meeresspiegels und das Versanden des IJ voraus. Auch arbeitete er Pläne aus, das Haarlemmermeer einzupoldern, da dieses immer größer wurde und die Städte Haarlem und Leiden immer mehr bedrohte. Mit diesen Überlegungen war er seiner Zeit weit voraus.
Seine Anfrage für ein Zentralinstitut für Meteorologie wurde abgewiesen, teils, weil er nicht ernst genommen wurde, teils aus politischen Gründen, weil die einzelnen Provinzen ihre Autonomie behalten wollten. Der 1798 gegründete Rijkswaterstaat, (Bau und Unterhalt von Wasserwegen und Straßen) kann als Resultat seiner Überlegungen gesehen werden.
Rund hundert Jahre später kam Christoph Buys Ballot mit einer ähnlichen Anfrage, und daraufhin wurde das KNMI gegründet. Ob Ballot sich auf die Ideen von Cruquius stützte, ist unbekannt.
Enttäuscht über die Zurückweisung seiner Anfrage zog Cruquius sich zurück und war in seinen letzten Lebensjahren Vorsitzender der Hoogheemradschap Rijnland, die mit dem Bau und Unterhalt von Deichen im Bereich Wassenaar bis Amsterdam und IJmuiden bis Gouda tätig war.
Als Cruquius 1754 starb, hatte der Perfektionist seine Beerdigung, sein Erbe und sogar die Inschrift auf seinem Grabstein bis ins Detail geregelt. Ihm zu Ehren bekam ein Schöpfwerk an dem Ringkanal um den Harlemmermeerpolder den Namen Pumpwerk De Cruquius und auch die Ortschaft, wo es erbaut wurde.

## Quelle
- Website der KNMI